# Larry Kent
Larry Kent est un réalisateur, scénariste, producteur, acteur et monteur canadien né le 16 mai 1937 à Johannesburg (Afrique du Sud).

## Filmographie

### Comme réalisateur
- 1963 : The Bitter Ash
- 1964 : Caresses (Sweet Substitute)
- 1965 : When Tomorrow Dies
- 1969 : High
- 1970 : Façade
- 1971 : Saskatchewan: 45 Below
- 1971 : Fleur bleue (The Apprentice)
- 1972 : Cold Pizza
- 1973 : Keep It in the Family
- 1981 : Gabrielle (Yesterday)
- 1986 : High Stakes
- 1992 : Mothers and Daughters
- 2005 : The Hamster Cage

### Comme scénariste
- 1963 : The Bitter Ash
- 1964 : Caresses (Sweet Substitute)
- 1965 : When Tomorrow Dies
- 1969 : High
- 1970 : Facade
- 1992 : Mothers and Daughters
- 2005 : The Hamster Cage

### Comme producteur
- 1963 : The Bitter Ash
- 1964 : Caresses (Sweet Substitute)
- 1965 : When Tomorrow Dies
- 1969 : High
- 1992 : Mothers and Daughters
- 2005 : The Hamster Cage

### Comme acteur
- 1963 : The Bitter Ash
- 1964 : Caresses (Sweet Substitute)
- 1968 : Le Viol d'une jeune fille douce : Larry
- 1970 : Un succès commercial : Sam Washington
- 1977 : One Man

### Comme monteur
- 1963 : The Bitter Ash
- 1973 : Keep It in the Family
- 1992 : Mothers and Daughters